# حمزه الموساوی
حمزه الموساوی (عربی: حمزة الموساوي؛ زادهٔ ۷ آوریل ۱۹۹۳) بازیکن فوتبال  اهل مراکش است.
از باشگاه‌هایی که در آن بازی کرده‌است می‌توان به باشگاه فوتبال ارتش سلطنتی مراکش، باشگاه فوتبال برکان، و باشگاه فوتبال مغرب تطوان اشاره کرد.
وی همچنین در تیم ملی فوتبال مراکش بازی کرده‌است.